# Think Nordic

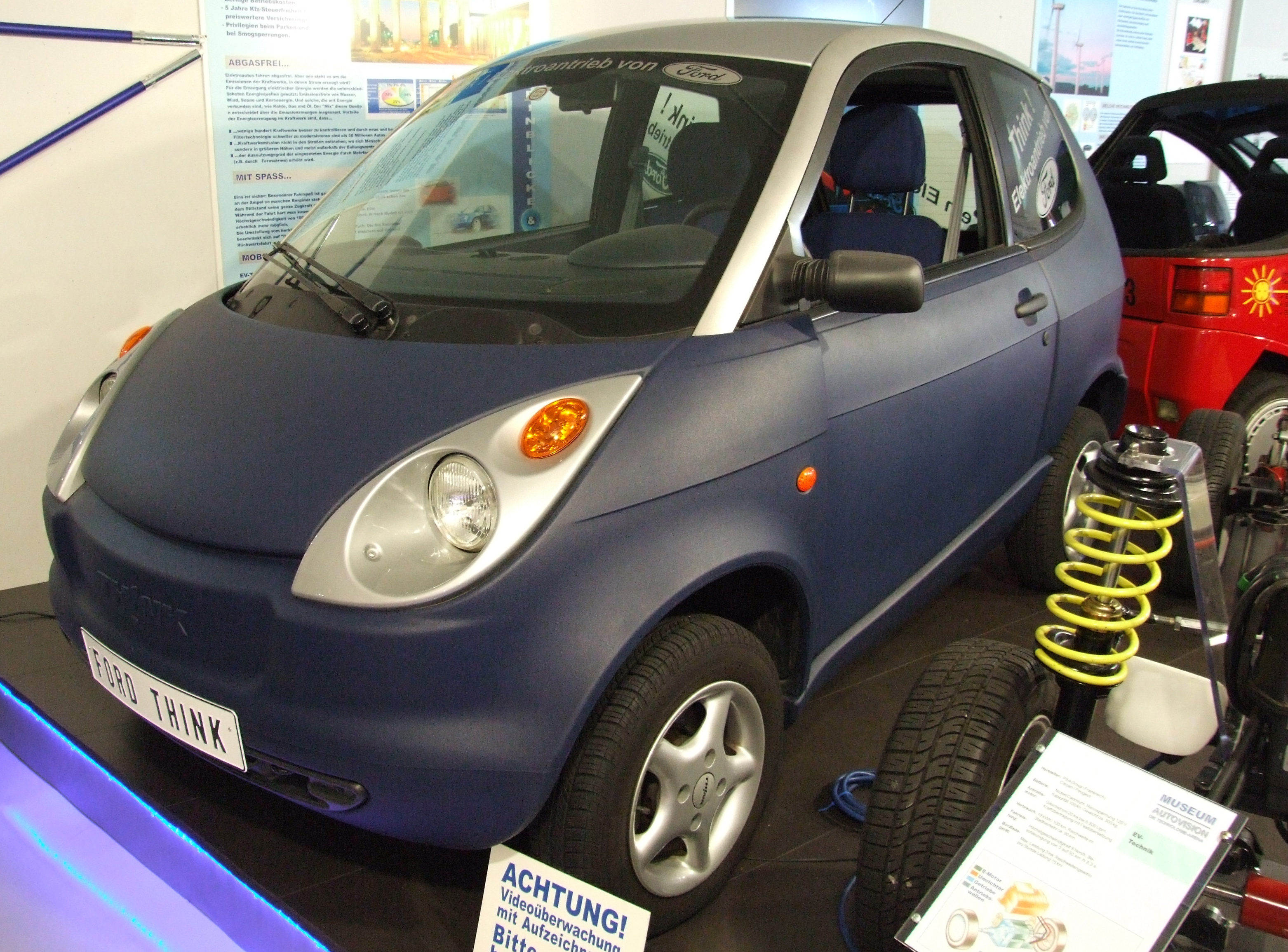
Ford Think

Think Nordic AS war ein norwegischer Hersteller von Automobilen.

## Unternehmensgeschichte
Ford hatte sich Ende 1998 an Pivco Industries aus Oslo beteiligt und das Unternehmen umbenannt. 1999 begann die Produktion von Automobilen. Der Markenname lautete Ford. 2002 endete die Produktion nach etwa 1000 hergestellten Exemplaren. Ford hat das Unternehmen 123 Millionen US-Dollar gekostet. Das Unternehmen wurde danach mehrfach verkauft, und 2006 in Think Global umbenannt. 2007 wurde dort die Produktion mit dem Think City wieder aufgenommen.

## Fahrzeuge
Bei den Fahrzeugen handelte es sich um Kleinstwagen mit Elektromotoren. Es gab die Modelle Ford Think City für Europa und Ford Think Neightbour für die USA.